# 菲律賓的兒童色情製品
菲律宾的兒童色情製品和兒童商業性剝削致使執法者對其進行一連串打擊。联合国儿童基金会於2016年認定菲律宾為兒童色情製品的頭號生產基地。

## 联合国儿童基金会马尼拉分部的研究
阿尼·特立尼达（Arnie Trinidad）在联合国儿童基金会马尼拉分部出版的著作《菲律宾的兒童色情製品》（Child Pornography in the Philippines）中，提到一個於內湖省农村社区帕格桑漢發生的著名案例——涉案者為22名美国和欧洲的恋童者，他們先後找來590名介乎7至17歲的兒童和青少年，然後為其拍攝色情製品。該本著作记录了外国和本土恋童者犯下的其他案件，並深入分析社會、經濟、法律環境如何導致這種情況出現。
基金会马尼拉分部指出，社会因子增加了兒童成為色情製品受害者的機會。它提到的社會性因子有对儿童的商业性剥削、性旅遊、贫困、同輩影响、技术的可得性、文化因素。

## 兒童權利公約
2003年，菲律宾於2000年簽署了《關於買賣兒童、兒童賣淫和兒童色情製品問題的任擇議定書》，2003年議定書於該國獲得批准。議定書要求其签署国在通过議定書的2年內把儿童色情制品視為危害兒童福祉的罪行，并将有助生产或传播儿童色情制品的任何行为视为刑事犯罪。雖然菲律宾於2009年尚未就上述要求進行全面立法，但其已把利用兒童作發行或生產色情製品之用的行為刑事化，並把兒童定義為「未滿18歲者」；若涉事兒童低於12歲，則需面對最高刑罰。

## 反兒童色情製品聯盟
2007年9月15日，菲律宾反儿童色情製品联盟儿童和青年秘书处（ACPA-Pilipinas）发起了Batingaw网络，以「保护和拯救儿童免受一切形式的虐待和剥削」。它是菲律宾迄今最大的反儿童色情製品运动。